# Meg Ritchie
Meg Ritchie, właśc. Margaret Elizabeth Ritchie, po mężu Stone (ur. 6 lipca 1952 w Kirkcaldy) – brytyjska lekkoatletka, specjalistka rzutu dyskiem, mistrzyni igrzysk Wspólnoty Narodów w 1982, dwukrotna olimpijka.

## Kariera sportowa
Na igrzyskach Wspólnoty Narodów reprezentowała Szkocję, a na pozostałych imprezach międzynarodowych Wielką Brytanię.
Zajęła 13. miejsce w rzucie dyskiem i odpadła w kwalifikacjach pchnięcia kulą na igrzyskach brytyjskiej Wspólnoty Narodów w 1974 w Christchurch. Na mistrzostwach Europy w 1978 w Pradze zajęła 13. miejsce w rzucie dyskiem, a na igrzyskach Wspólnoty Narodów w 1978 w Edmonton 4. miejsce w rzucie dyskiem i 8. miejsce w pchnięciu kulą. Zajęła 9. miejsce w finale rzutu dyskiem na igrzyskach olimpijskich w 1980 w Moskwie.
Zwyciężyła w rzucie dyskiem (wyprzedzając Gael Mulhall z Australii i Lyndę Whiteley z Anglii, a także zajęła 7. miejsce w pchnięciu kulą na igrzyskach Wspólnoty Narodów w 1982 w Brisbane. Na mistrzostwach świata w 1983 w Helsinkach zajęła 8. miejsce w rzucie dyskiem i odpadła w kwalifikacjach pchnięcia kulą. Zajęła 5. miejsce w rzucie dyskiem na igrzyskach olimpijskich w 1984 w Los Angeles.
Ritchie była mistrzynią Wielkiej Brytanii (AAA) w rzucie dyskiem w 1975, 1977 i 1981 oraz wicemistrzynią w 1973, a także brązową medalistką w pchnięciu kulą w hali w 1978 Była również mistrzynią UK Championships w rzucie dyskiem w latach 1977–1980, a także mistrzynią Szkocji w rzucie dyskiem w latach 1972, 1975–1975 i 1982 oraz w pchnięciu kulą w 1978, 1979 i 1982. W 1982 zwyciężyła w akademickich mistrzostwach Stanów Zjednoczonych (NCAA) w pchnięciu kulą i rzucie dyskiem.
Dziesięciokrotnie poprawiała rekord Wielkiej Brytanii w rzucie dyskiem do wyniku 67,48 m, uzyskanego 26 kwietnia 1981 w Walnut i raz w pchnięciu kulą rezultatem 18,06 m osiągniętym 26 marca 1983 w Tucson. Wynik Ritchie w rzucie dyskiem jest do tej pory (listopad 2020) rekordem Wielkiej Brytanii. Jej rekord życiowy w pchnięciu kulą wynosi 18,99 m (uzyskany 7 maja 1983 w Tucson.